# Osusznica
Osusznica (kaszub. Òsësznica; niem. Ossusnitza, dawniej Ofsnitzsche Mühle) – wieś kaszubska w Polsce na Równinie Charzykowskiej w rejonie Kaszub zwanym Gochami położona w województwie pomorskim, w powiecie bytowskim, w gminie Lipnica. Wieś jest siedzibą sołectwa Osusznica, w którego skład wchodzą również miejscowości Czaple, Nowa Osusznica, Osowo Duże, Owsne Ostrowy i Rucowe Lasy.
Wieś królewska starostwa człuchowskiego w województwie pomorskim w drugiej połowie XVI wieku. W latach 1975–1998 miejscowość administracyjnie należała do województwa słupskiego.
W Osusznicy urodził się Henryk Mądrawski, polski malarz, grafik.
Przez wieś przepływa struga Osusznica.